# Miguel Ángel Martín Perdiguero

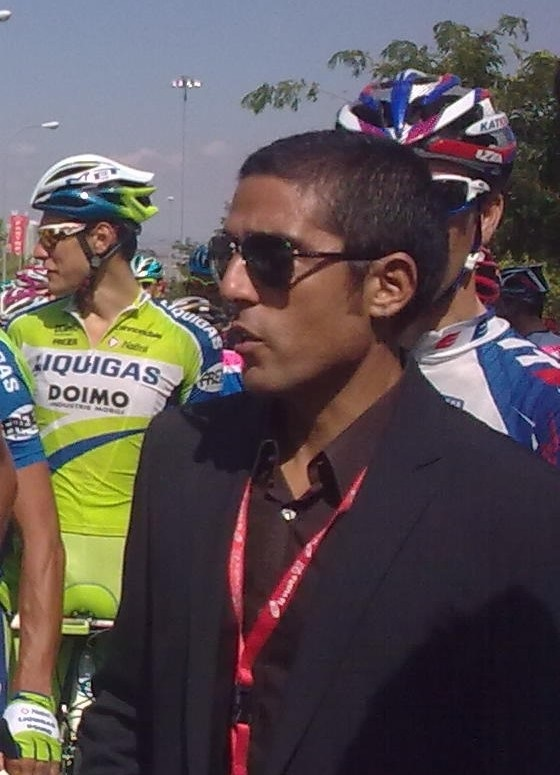
Miguel Ángel Martín Perdiguero bei der Vuelta 2010

Miguel Ángel Martín Perdiguero (* 14. Oktober 1972 in San Sebastián de los Reyes) ist ein ehemaliger spanischer Radrennfahrer.
Martín Perdiguero begann seine Profikarriere 1997 bei dem spanischen Radsportteam Kelme, wo er zwei Jahre fuhr, bevor er zu O.N.C.E. wechselte. Seinen ersten Sieg feierte er 1999 bei der Burgos-Rundfahrt mit einem Etappensieg. Ein Jahr später gewann er den Gran Premio Miguel Induráin. In den folgenden Jahren konnte er viele Etappen bei kleineren spanischen Rundfahrten gewinnen, wie zum Beispiel bei der Vuelta a La Rioja, dem Clásica Alcobendas, der Asturien-Rundfahrt, der Katalanischen Woche, der Euskal Bizikleta, der Valencia-Rundfahrt und bei der Vuelta a Castilla y León.
2004 wechselte Martín Perdiguero zu Saunier Duval und hatte sein erfolgreichstes Jahr. Nachdem er im Frühjahr drei Etappen und die Gesamtwertung der Katalonien-Rundfahrt für sich entschieden hatte, siegte der Madrilene bei dem baskischen Eintagesrennen Clásica San Sebastián. Ab 2005 fuhr er für das Schweizer UCI ProTeam Phonak Hearing Systems. Nach dem Doping-Skandal um Floyd Landis bei der Tour de France 2006, bei der er selbst nach der 17. Etappe aufgab, beendete er seine Karriere.

## Palmarès
2000
- Gran Premio Miguel Induráin
- Vuelta a La Rioja
- Gran Premio de Llodio

2003
- Trofeo Pantalica

2004
- Gesamtwertung und drei Etappen Katalonien-Rundfahrt
- Clásica San Sebastián

## Teams
- 1997–1998 Kelme-Costa Blanca
- 1999 ONCE-Deutsche Bank
- 2000 Vitalicio Seguros-Grupo Generali
- 2001 Cantina Tollo-Acqua e Sapone
- 2002 Acqua e Sapone-Cantina Tollo
- 2003 Domina Vacanze-Elitron
- 2004 Saunier Duval-Prodir
- 2005–2006 Phonak Hearing Systems